# 蒂马斯珀
蒂马斯珀是德国石勒苏益格－荷尔斯泰因州的一个市镇。总面积15.36平方公里，总人口1127人，其中男性542人，女性585人（2011年12月31日），人口密度73人/平方公里。